# پرن

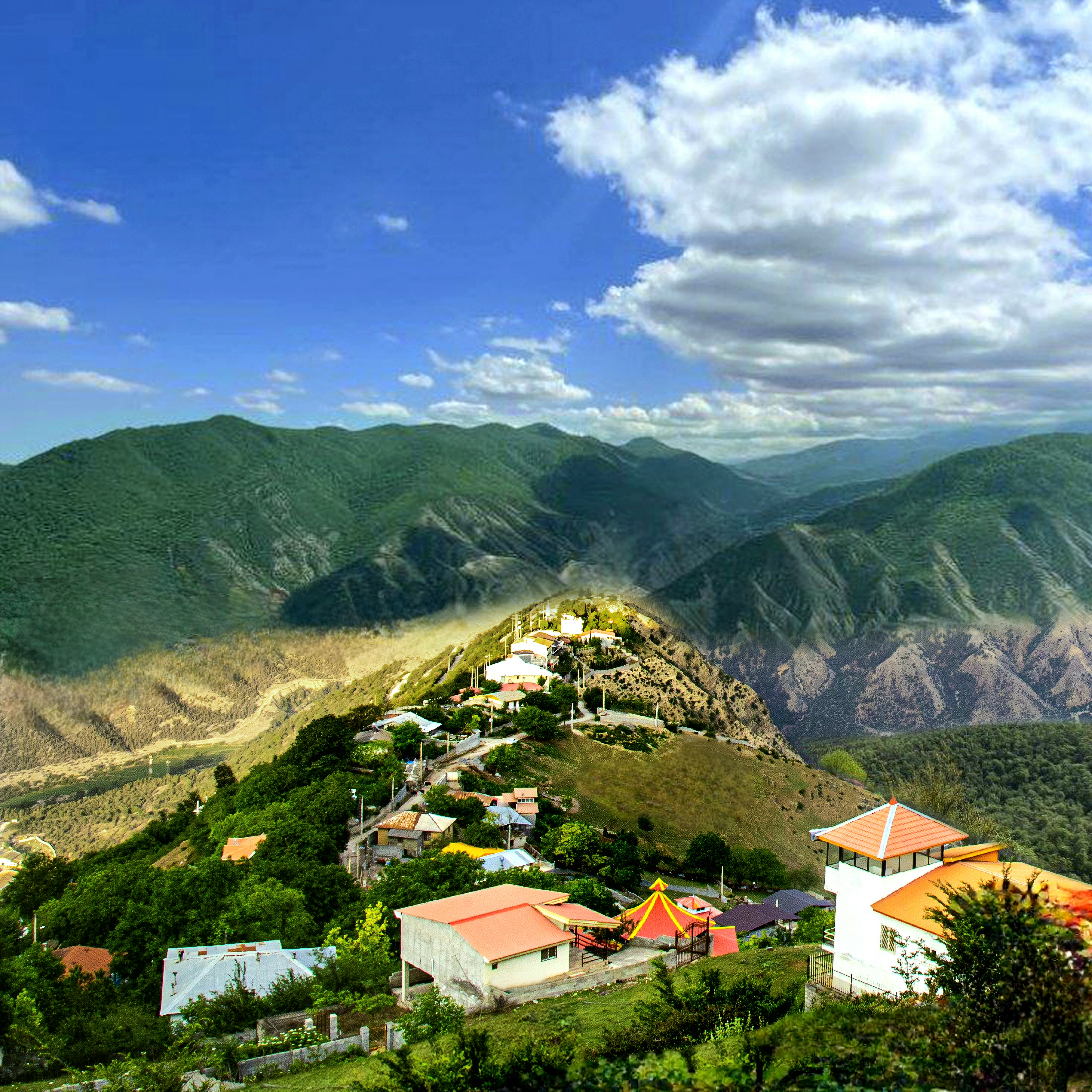

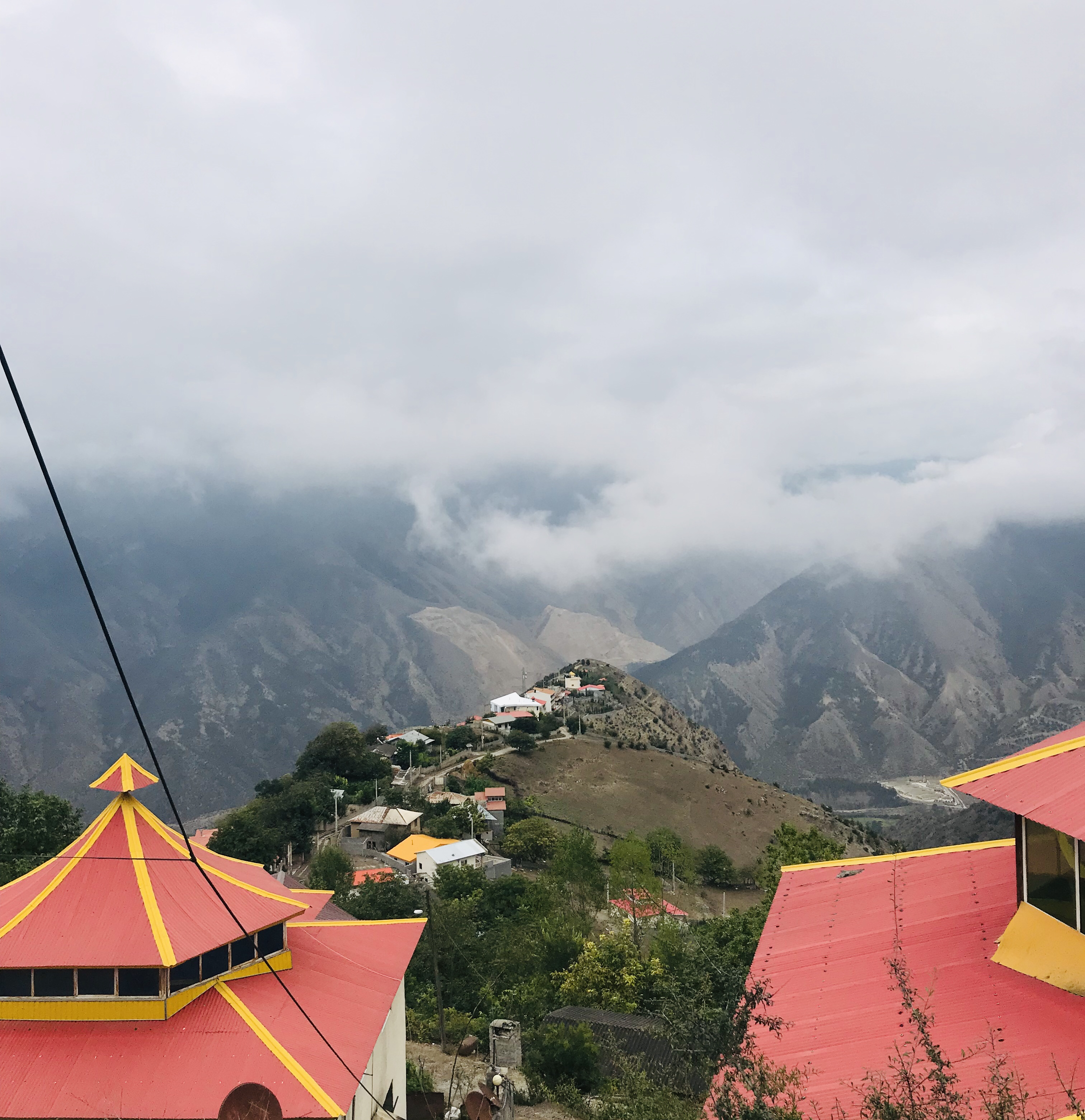
منظره زیبای پرن

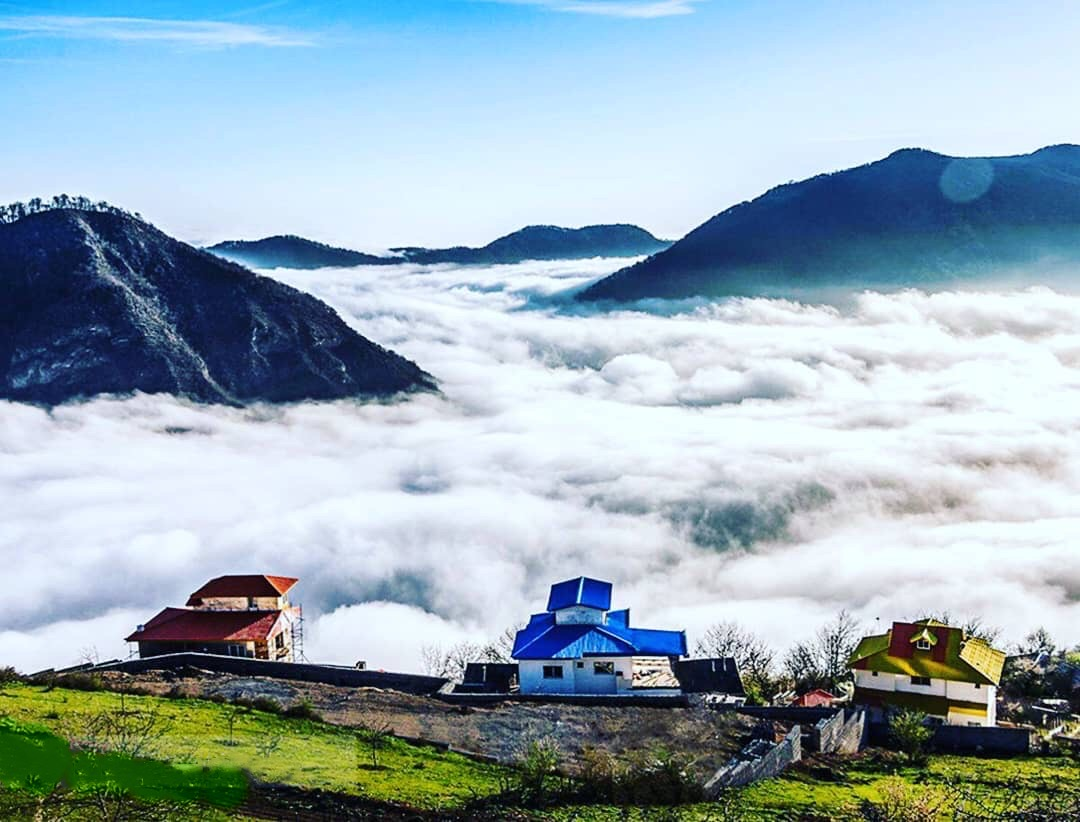

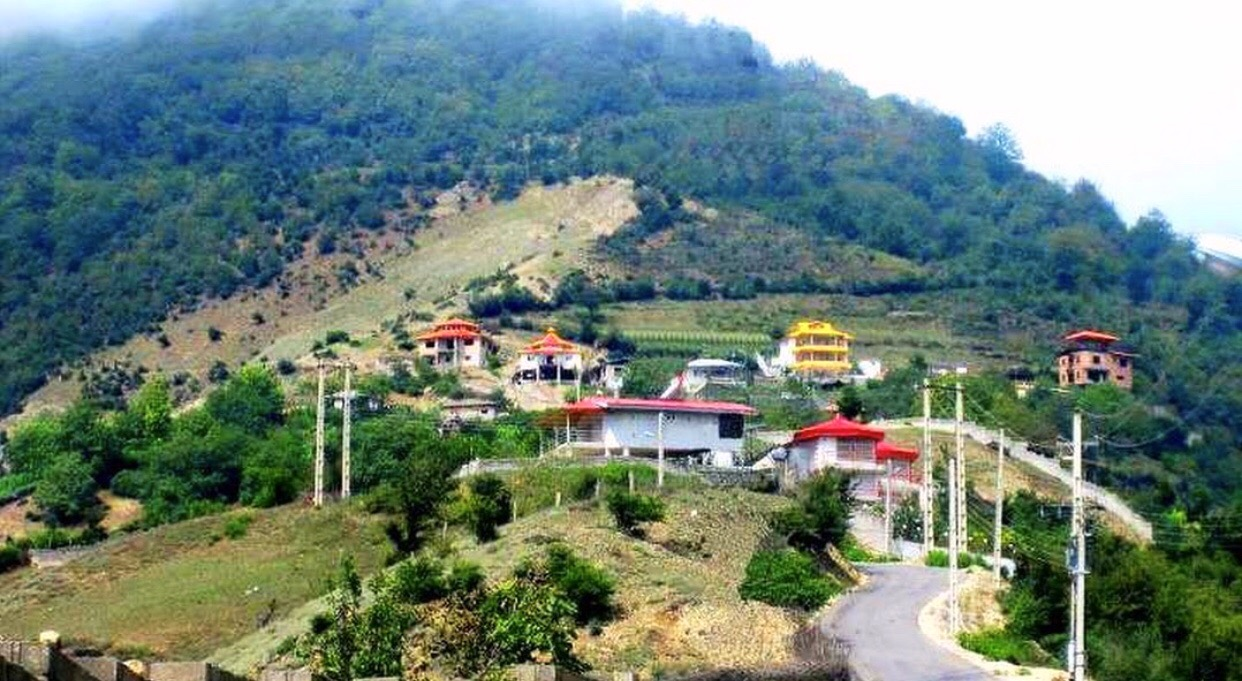
پرن

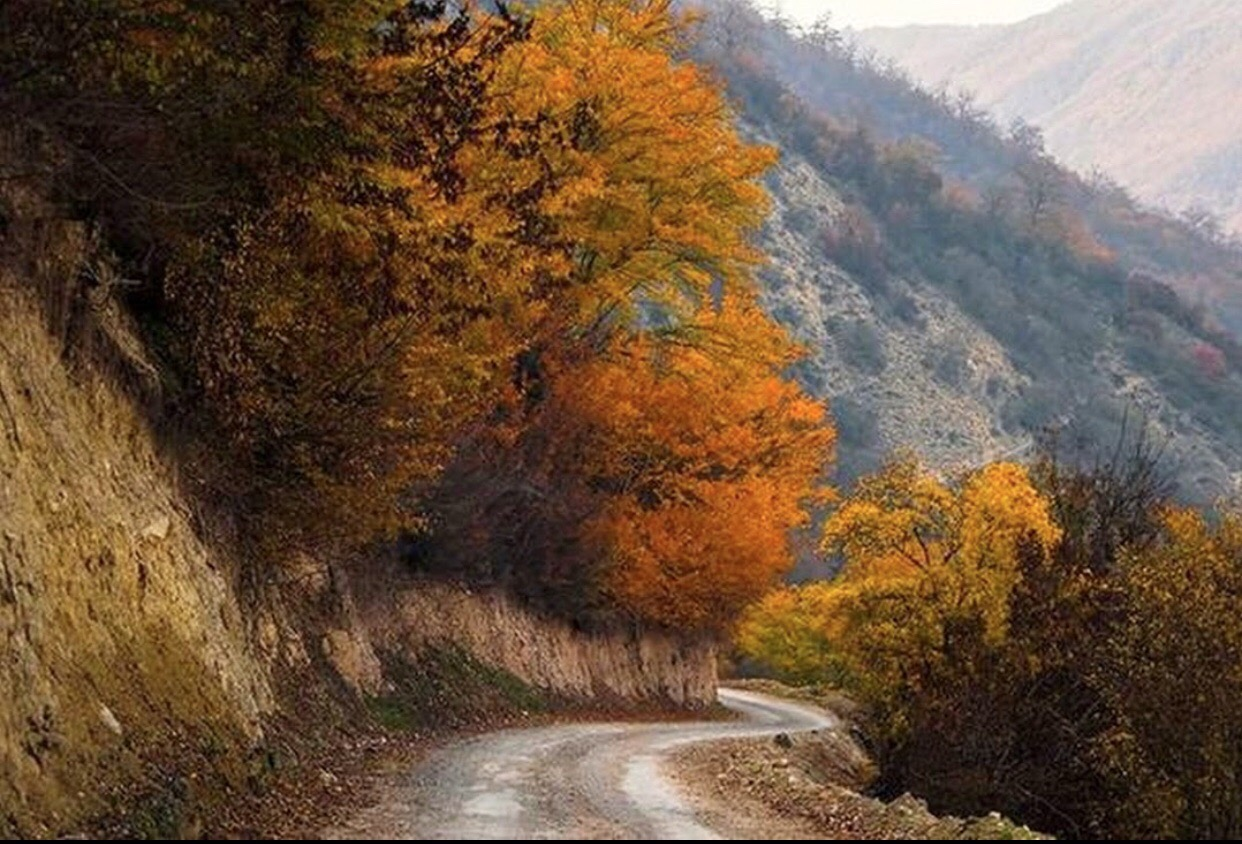
پاییز منطقه زیبای پرن شهرستان آمل

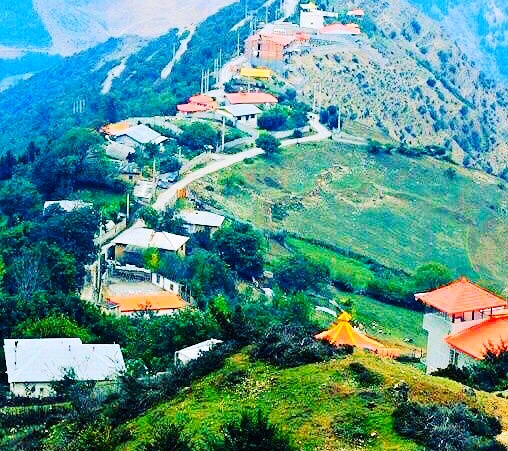
پرن

پَرَن (شبه جزیره پرن) دهکده ای است از توابع بخش مرکزی شهرستان آمل در استان مازندران در شمال
جمهوری اسلامی ایران. با آبگیری سد هراز در سال ۴۰۳ و پر شدن دره ها از آب، پرن تبدیل به یک شبه جزیره رویایی با چشم انداز همزمان کوه، دریا و جنگل می شود.
کوهستان پرن یکی از زیباترین ییلاق‌های مازندران می‌باشد و نزدیکترین کوهستان به شهر آمل در کیلومتر ۲۰ جاده هراز محسوب می‌شود. پَرَن با مناظر استثنایی و تلفیقی از کوه و جنگل و با مناظر بکر و زیبا به همراه آواز خوش پرندگان، ابرهای زیبا آرامش و حس تازگی به جسم و روح انسان هدیه می‌دهد.
پرن با ارتفاع۱۳۰۰ متر از سطح دریا دارای آب و هوای خنک و مطبوع است و در تابستان در این ییلاق خبری از گرمای شدید و آب و هوای شرجی سواحل دریا خزر نیست.
پرن به دلیل داشتن مسیرهای بکر و دست نخورده کوهستانی و جنگلی همه ساله میزبان طبیعت دوستان و کوهنوردان از اقصی نقاط استان و کشور می‌باشد.

## قرارگیری بر فراز سد هراز
نکته حائز اهمیت در مورد پَرَن قرار گرفتن آن در بالای سد هراز (سد منگل) می‌باشد که در آینده این کوهستان با داشتن کوه و جنگل و دریاچه تبدیل به قطب توریستی و گردشگری در شمال کشور می‌شود.

## جمعیت
براساس آخرین سرشماری مرکز آمار ایران که در سال ۱۳۸۵ صورت گرفته، جمعیت آن ۸۶ نفر (۲۰ خانوار) بوده‌است.